# Атлетика на Летњим параолимпијским играма 2016 — 200 метара за жене T36
Трка на 200 метара у класи 36 за жене, била је једна од 29 дисциплина атлетског програма на Летњим параолимпијским играма 2016. у Рио де Жанеиру, Бразил. Такмичење је одржано 12. и 13. септембра на Олимпијском стадиону Жоао Авеланж.

## Земље учеснице
Учествовало је 12 такмичарки из 11 земаља.
1. Аргентина (1)
2. Аустралија (1)
3. Бразил (1)
4. Јужна Кореја (1)
5. Кина (1)
6. Колумбија (2)
7. Мексико (1)
8. Немачка (1)
9. САД (1)
10. Тунис (1)
11. Хонгконг (1)

## Рекорди пре почетка такмичења
(стање 8. септембра 2016)
| Рекорди пре почетка Параолимпијских игара 2016. | Рекорди пре почетка Параолимпијских игара 2016. | Рекорди пре почетка Параолимпијских игара 2016. | Рекорди пре почетка Параолимпијских игара 2016. | Рекорди пре почетка Параолимпијских игара 2016. | Рекорди пре почетка Параолимпијских игара 2016. |
| ----------------------------------------------- | ----------------------------------------------- | ----------------------------------------------- | ----------------------------------------------- | ----------------------------------------------- | ----------------------------------------------- |
| Светски рекорд                                  | 28,60                                           | Фанг Ванг                                       | Кина                                            | Атина, Грчка                                    | 26. септембар 2004.                             |
| Параолимпијски рекорд                           | 28,60                                           | Фанг Ванг                                       | Кина                                            | Атина, Грчка                                    | 26. септембар 2004.                             |

## Сатница
| Датум               | Време | Ниво               |
| ------------------- | ----- | ------------------ |
| 12. септембар 2016. | 11:13 | Квалификације (Г1) |
| 12. септембар 2016. | 11:19 | Квалификације (Г2) |
| 13. септембар 2016. | 10:50 | Финале             |

Сва времена су по локалном времену (UTC+3)

## Освајачи медаља
|                  |                             |                               |
| Јитинг Ши · Кина | Jeon Min-Jae · Јужна Кореја | Клаудија Николајцик · Немачка |

## Резултати

#### Квалификације
Квалификације су одржане 11.9.2016. годину у 11:13 и 11:19. Такмичарке су биле подељене у две групе. У финале су се пласирале прве три такмичарке из сваке групе и 2 на основу резултата.,,
| Пласман | Група | Атлетичарка                      | Земља        | Класа | ЛР    | ЛРС   | Резултат | Белешка  |
| ------- | ----- | -------------------------------- | ------------ | ----- | ----- | ----- | -------- | -------- |
| 1.      | 1     | Јанина Андреа Мартинез           | Аргентина    | Т36   | 29,86 | 29,86 | 30,80    | КВ       |
| 2.      | 2     | Јитинг Ши                        | Кина         | Т36   | 29,69 | 29,69 | 30,87    | КВ       |
| 3.      | 1     | Клаудија Николајцик              | Немачка      | Т36   | 30,51 | 30,99 | 31,18    | КВ       |
| 4.      | 2     | Jeon Min-Jae                     | Јужна Кореја | Т36   | 30,67 | 31,43 | 31,25    | КВ, ЛРС  |
| 5.      | 2     | Таскита Оливеира Круз            | Бразил       | Т36   | 31,27 | 31,36 | 31,39    | КВ       |
| 6.      | 1     | Данијела Родригез Ангуло         | Колумбија    | Т36   | 32,27 | 32,40 | 32,22    | КВ, ЛР   |
| 7.      | 1     | Алиса Сили                       | САД          | Т36   | 32,54 | 32,54 | 32,36    | кв, ЛР   |
| 8.      | 1     | Квок Фан Јам                     | Хонгконг     | Т36   | 34,78 | 34,78 | 34,73    | кв, ЛР   |
| 9.      | 2     | Марта Лилиана Хернандез Флоријан | Колумбија    | Т36   | 32,70 | 32,90 | 34,94    |          |
| 10.     | 2     | Бесаиди Сирине                   | Тунис        | Т36   | 35,52 | 35,65 | 37,27    |          |
| 11.     | 2     | Тамсин Ноел Колеј                | Аустралија   | Т36   | 32,84 | 32,84 | 37,80    |          |
|         | 1     | Сандра Фонсека Солис             | Мексико      | Т36   | 33,12 | 33,38 | Диск.    | чл. 17.8 |

### Финале
Такмичење је одржано 13.9.2016. годину у 10:50,,
| Пласман | Атлетичарка              | Земља        | Класа | Резултат | Белешка |
| ------- | ------------------------ | ------------ | ----- | -------- | ------- |
|         | Јитинг Ши                | Кина         | Т36   | 28,74    | ЛР      |
|         | Jeon Min-Jae             | Јужна Кореја | Т36   | 31,06    | ЛРС     |
|         | Клаудија Николајцик      | Немачка      | Т36   | 31,13    |         |
| 4.      | Јанина Андреа Мартинез   | Аргентина    | Т36   | 31,21    |         |
| 5.      | Таскита Оливеира Круз    | Бразил       | Т36   | 31,34    | ЛРС     |
| 6.      | Алиса Сили               | САД          | Т36   | 32,40    |         |
| 7.      | Данијела Родригез Ангуло | Колумбија    | Т36   | 32,83    |         |
| 8.      | Квок Фан Јам             | Хонгконг     | Т36   | 34,87    |         |